# Uganda
Uganda, amtlich Republik Uganda, (Swahili und Deutsch: [uˈganda]; Englisch: [jʊˈgændə]) ist ein seit 1962 unabhängiger Binnenstaat in Ostafrika. Hauptstadt und größte Stadt Ugandas ist Kampala. Mit einem nominellen Bruttosozialprodukt von 908 US$ pro Kopf/Jahr ist Uganda eines der ärmsten Länder der Welt.
Uganda grenzt im Norden an den Südsudan, im Osten an Kenia, im Süden an Tansania, im Südwesten an Ruanda und im Westen an die Demokratische Republik Kongo. Die Grenzen zu Kenia und Tansania verlaufen zum Teil durch den Victoriasee.
Formal presidentielle Republik, herrscht in Uganda ein autoritäres Regime, nach der Unabhängigkeit vom Vereinigten Königreich zunächst als Einparteiensystem. 2005 wurde ein Mehrparteiensystem eingeführt; der  Demokratisierungsprozess stockt seitdem. Amtssprachen sind Englisch und Swahili, im autonomen Königreich Buganda auch Luganda; weitere 40 Sprachen werden im Alltag verwendet.
Uganda ist Mitglied in der Afrikanischen Union, dem Commonwealth of Nations, der Organisation der Islamischen Konferenz und Ostafrikanischen Gemeinschaft.
Es gab zwei Einwanderungswellen von Westafrika nach Uganda zwischen 1000 v. Chr. und 1000 n. Chr. Die in der zweiten Welle eingewanderten Menschen waren wahrscheinlich die Vorfahren der Bantu-sprechenden Bevölkerung.
Von 1966 bis 1986 unter den Regierungen von Milton Obote und Idi Amin war das Land geprägt von einem autoritären Regierungsstil, Gewalttätigkeiten, schweren Menschenrechtsverletzungen, bürgerkriegsartigen Zuständen und einem wirtschaftlichen Niedergang. Idi Amin verwies alle Bewohner asiatischer Abstammung des Landes. Seit 1986 regiert Yoweri Kaguta Museveni das Land, auch unter seiner Regierung kam es zu Menschenrechtsverletzungen und mehreren Militärinterventionen in den Nachbarländern. Dennoch setzte eine gewisse Beruhigung und wirtschaftliche Erholung ein.

## Landesname
Der Choronym „Uganda“ bezieht sich auf das Königreich Buganda, das den südöstlichen Teil des Landes umfasst. Buganda ist hauptsächlich von Bantu bewohnt, deren Bantusprachen einem Grundwort (hier Ganda) ein Nominalklassenpräfix voranstellen, das den Typ des gemeinten Wortes bezeichnet. So ist Buganda das Land der Baganda, die die Sprache Luganda sprechen. Da Europäer erstmals an der Küste Tansanias auf die Völker Ugandas trafen, wurde der Name Uganda geprägt, der der Sprache Swahili entstammt, die statt des Präfixes Bu- für ein Land das Präfix U- verwendet.

## Geographie

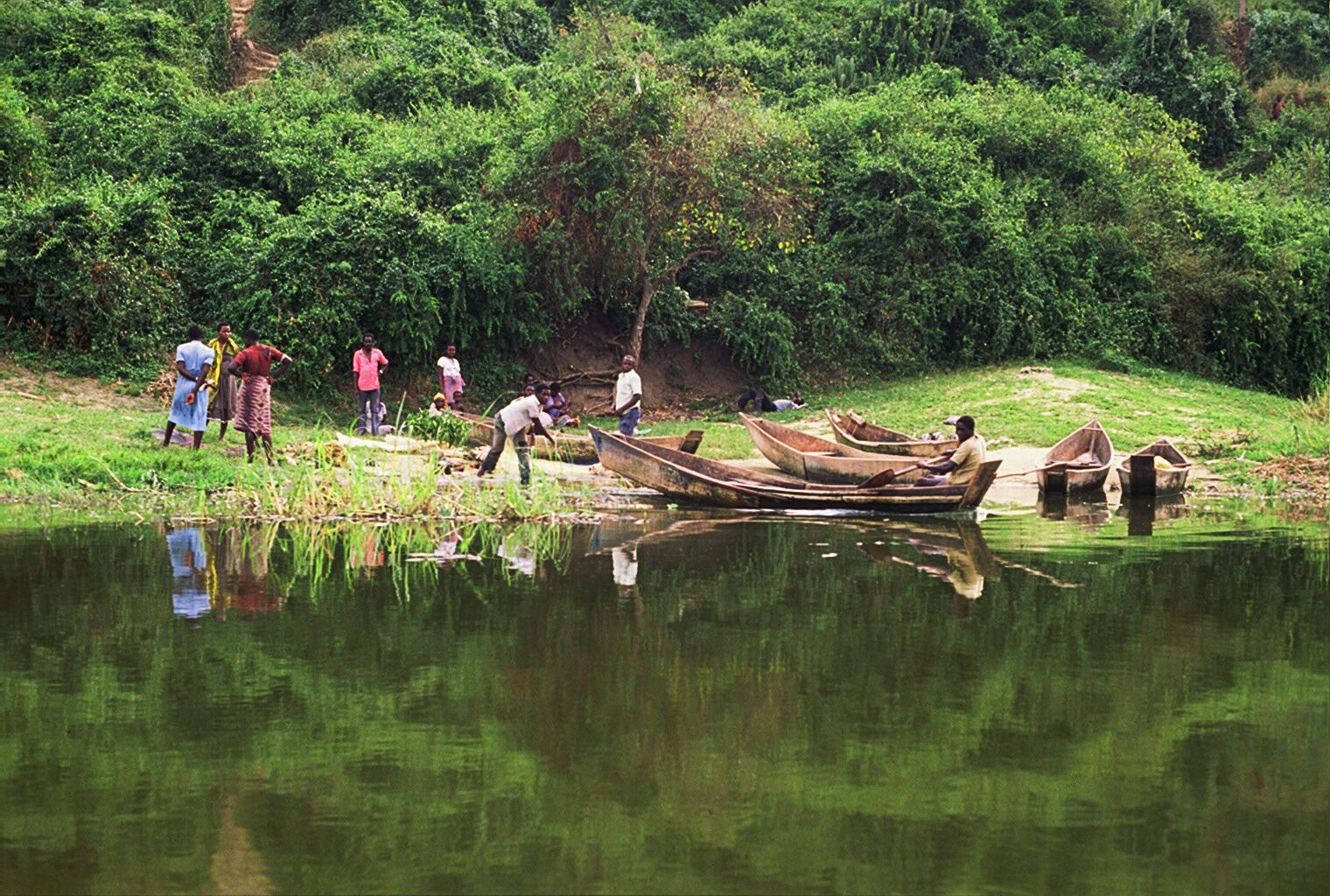
Fischer am Kazinga-Kanal, der den Eduardsee mit dem Georgsee verbindet.

Uganda ist von Seen, dem Weißen Nil (hier: Viktoria-Nil und Albert-Nil) und Savannen geprägt. In Nationalparks im Südwesten kommt tropischer Regenwald vor. Durch den Süden des Landes verläuft der Äquator. Der tiefste Punkt Ugandas ist der Unterlauf des Albert-Nils auf etwa 610 Meter über dem Meeresspiegel (Albertsee 621 m über dem Meeresspiegel). Der Margherita Peak (auch: Mount Stanley) im Ruwenzori-Gebirge als höchster Punkt ist 5110 Meter hoch. Beide Extrempunkte liegen nahe beieinander. Die Gesamtfläche des Landes umfasst 241.038 Quadratkilometer, davon entfallen 199.710 Quadratkilometer auf die Landfläche und 36.330 Quadratkilometer auf Wasserflächen. Der Nordosten Ugandas ist semiarid.
Wichtige Rohstoffe des Landes sind Kupfer, Kobalt, Kalkstein, Nickel und Steinsalz. Wasserkraft und landwirtschaftlich gut zu nutzender Boden stellen weitere Ressourcen dar. Im Jahre 2009 wurden in Uganda große Öl- und Erdgasvorkommen entdeckt. Die gesicherten Reserven belaufen sich auf mindestens 700 Mio. Barrel Öl.

### Klima

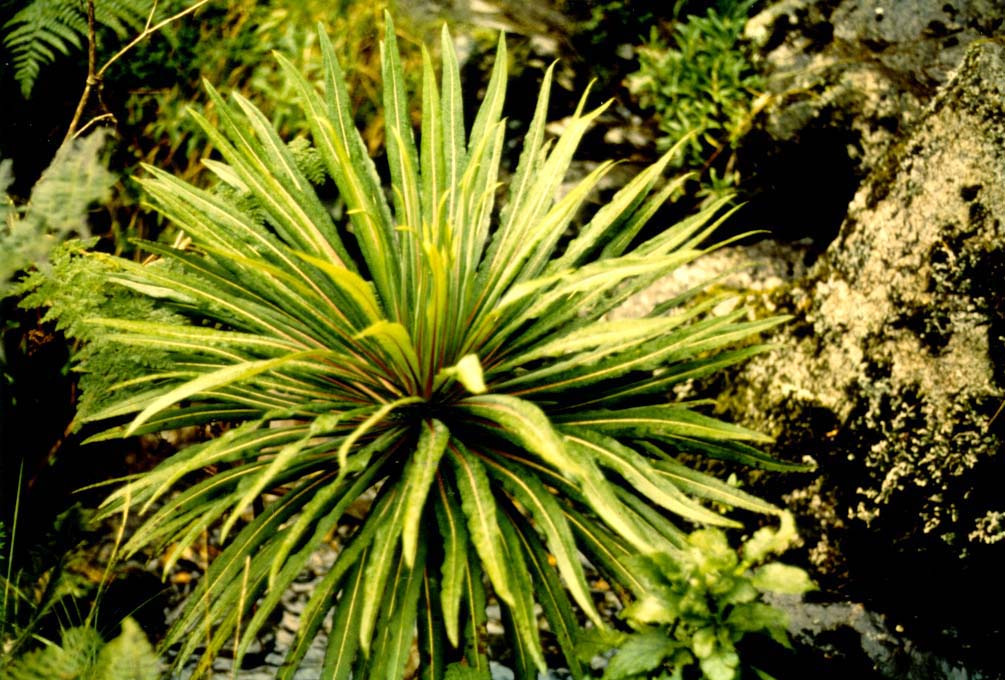
Lobelien-Art aus dem Bergregenwald des Ruwenzori-Gebirges

Auf das tropische Klima im Süden und in der Mitte des Landes wirkt sich aus, dass Uganda größtenteils auf einem Plateau um 1000 Meter über dem Meeresspiegel liegt. Das Klima ist tropisch-warm, jedoch durch die Höhenlage deutlich abgekühlt. Deshalb ist es weder übermäßig heiß noch besonders kalt. Die Temperaturen schwanken zwischen 25 und 30 °C tagsüber, nachts ist es meist um 17 °C. Die Extremwerte liegen zwischen 10 und 35 °C. Die Niederschläge (1000–1500 mm) waren früher auf das ganze Jahr verteilt, es gab nur zwei trockenere Perioden (Dezember bis Februar und Juni bis August). Mittlerweile gibt es in Uganda besonders im Norden jedoch Regionen, in denen es jahrelang nicht regnet, während der Rest des ehemals tropisch feuchten Landes zunehmend in Monsunabhängigkeit gerät und nur noch über eine Regenzeit verfügt.

### Flora
Uganda hat eine artenreiche Pflanzenwelt. Die Savanne Ostafrikas geht in den Regenwald Zentralafrikas über, was sich positiv auf die Artenvielfalt der Pflanzen und Tiere auswirkt.

### Fauna

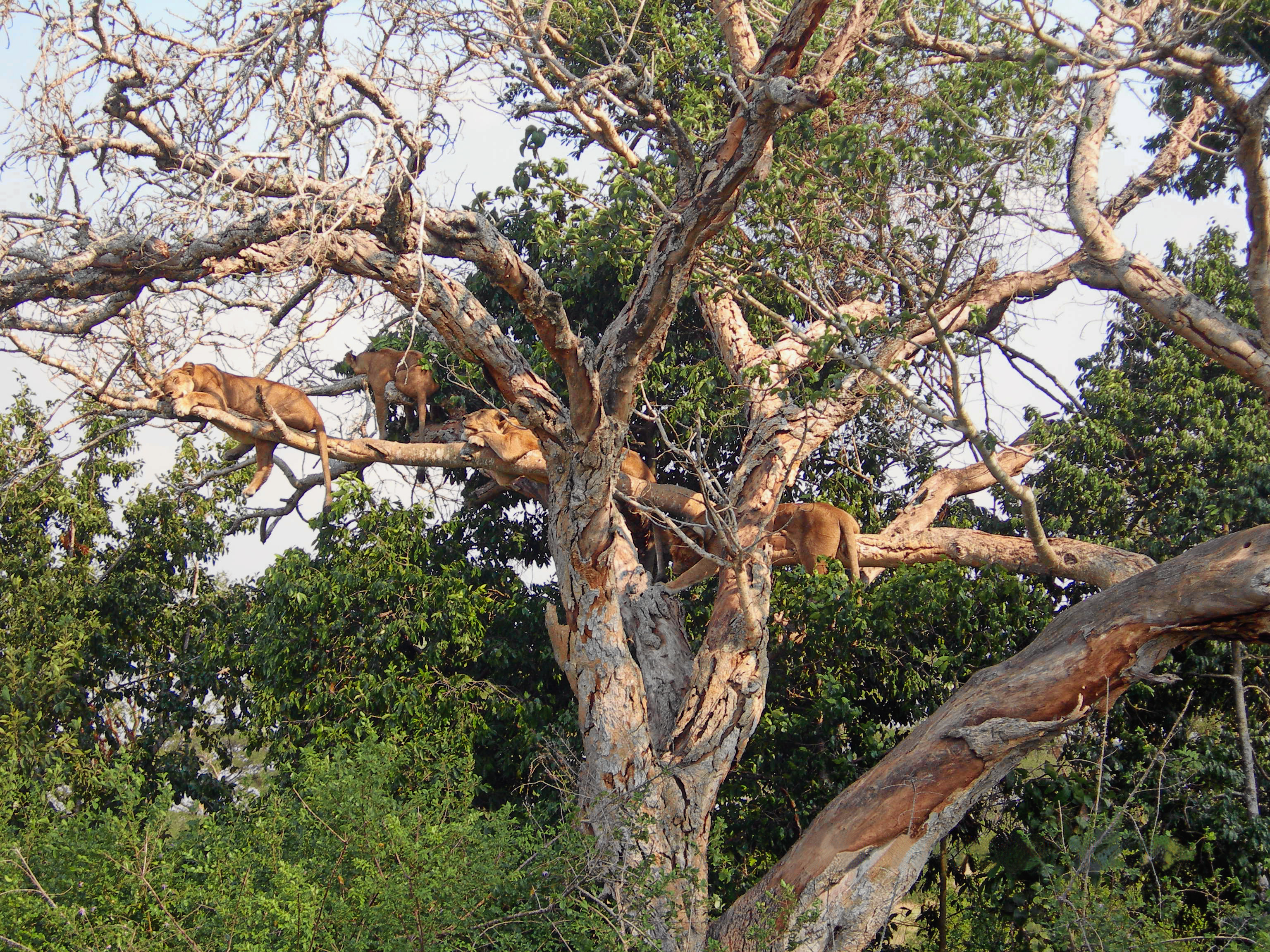
„Baumlöwen“ bei Ishasha im Süden des Queen-Elizabeth-Nationalparks

Die ursprüngliche Fauna ist in den Nationalparks noch am ehesten erhalten, dort jedoch auch durch die Bürgerkriegsentwicklungen beeinträchtigt. In den beiden bedeutendsten Naturschutzgebieten, dem Murchison Falls National Park und dem Queen Elizabeth National Park, können Safaris mit Pirschfahrten zur Wildbeobachtung durchgeführt werden. Nahezu nur in Uganda heimisch ist der Uganda-Kob (Kobus thomasi), eine Antilopenart aus der Gattung der Wasserböcke. Das Wappentier, der Kronenkranich, ist besonders rund um den Viktoriasee noch häufig zu sehen.

### Umwelt
Neun Nationalparks und sechs Wildreservate zeugen von der Naturschönheit des Landes und dem Willen, diese zu schützen. Sie sind über das Land verteilt und liegen meist in der Nähe der Grenzen und weniger im Zentrum des Landes. Dadurch werden unterschiedliche Landschaften und Lebensgemeinschaften geschützt. Einige der Parks sollen hier kurz hervorgehoben werden.
Der Queen-Elizabeth-Nationalpark ist durch seine Lage am Fuße des Ruwenzori-Gebirges und am Edwardsee und Georgsee geprägt. Flusspferde und Pelikane fallen ins Auge, daneben weist das Vorkommen Afrikanischer Büffel, von Elefanten, Löwen, diverser Antilopen und über 600 Vogelarten auf die ökologische Vielfalt des Gebietes hin.
Der Ruwenzori-Nationalpark soll die Berg- und Gletscherregionen des Ruwenzori-Gebirges, eine der Quellen des Nils, mit seiner einzigartigen Flora schützen.
Die größte geschützte Fläche des Landes erstreckt sich über den Murchison Falls National Park. Ein spektakulärer Wasserfall des Nils war für diesen Park namensgebend, an dem Nilkrokodile und Flusspferde leben. Eine Besonderheit dieses Schutzgebietes stellt die seltene Uganda-Giraffe (auch: Rothschild-Giraffe) dar.
Der Kibale-Nationalpark ist bekannt für seine habituierten Schimpansen. Seine Regenwälder beherbergen u. a. insgesamt 13 Arten von Primaten (u. a. Roter Stummelaffe (Roter Colobus) und Östliche Vollbartmeerkatze) sowie einen größeren Bestand von Waldelefanten. Er umfasst 766 km² und liegt etwa 40 km südlich von Fort Portal.
Der Bwindi-Nationalpark ist Heimat einer von insgesamt zwei noch existierenden Populationen von Berggorillas weltweit. Ein Zeichen für die zunehmende touristische Bedeutung der Gorillas im Bwindi-Regenwald sowie im Mgahinga-Gorilla-Nationalpark ist der Umstand, dass die vom Aussterben bedrohten Tiere 2007 sowie 2010 die Rückseite der jeweils höchsten Banknote des Landes zierten.
Schädlich für Natur und Umwelt wirken sich die Entwässerung von Feuchtgebieten, Abholzung, Überweidung und andere negative Nutzungen aus. Im Viktoriasee wuchern gebietsfremde Wasserhyazinthen. Die Einsetzung des Nilbarsches im Viktoriasee, um die Fischereierträge zu steigern, führte zur Ausrottung zahlreicher endemischer Fischarten, insbesondere der Buntbarsche, andere Arten sind bedroht. Dies ist eine ökologische Katastrophe und ein Beispiel für falsche „Entwicklungshilfe“, deren Schaden den Nutzen überwiegt.
Uganda hat das Kyoto-Klimaschutzprotokoll und zahlreiche andere Umwelt- und Naturschutzabkommen unterzeichnet.

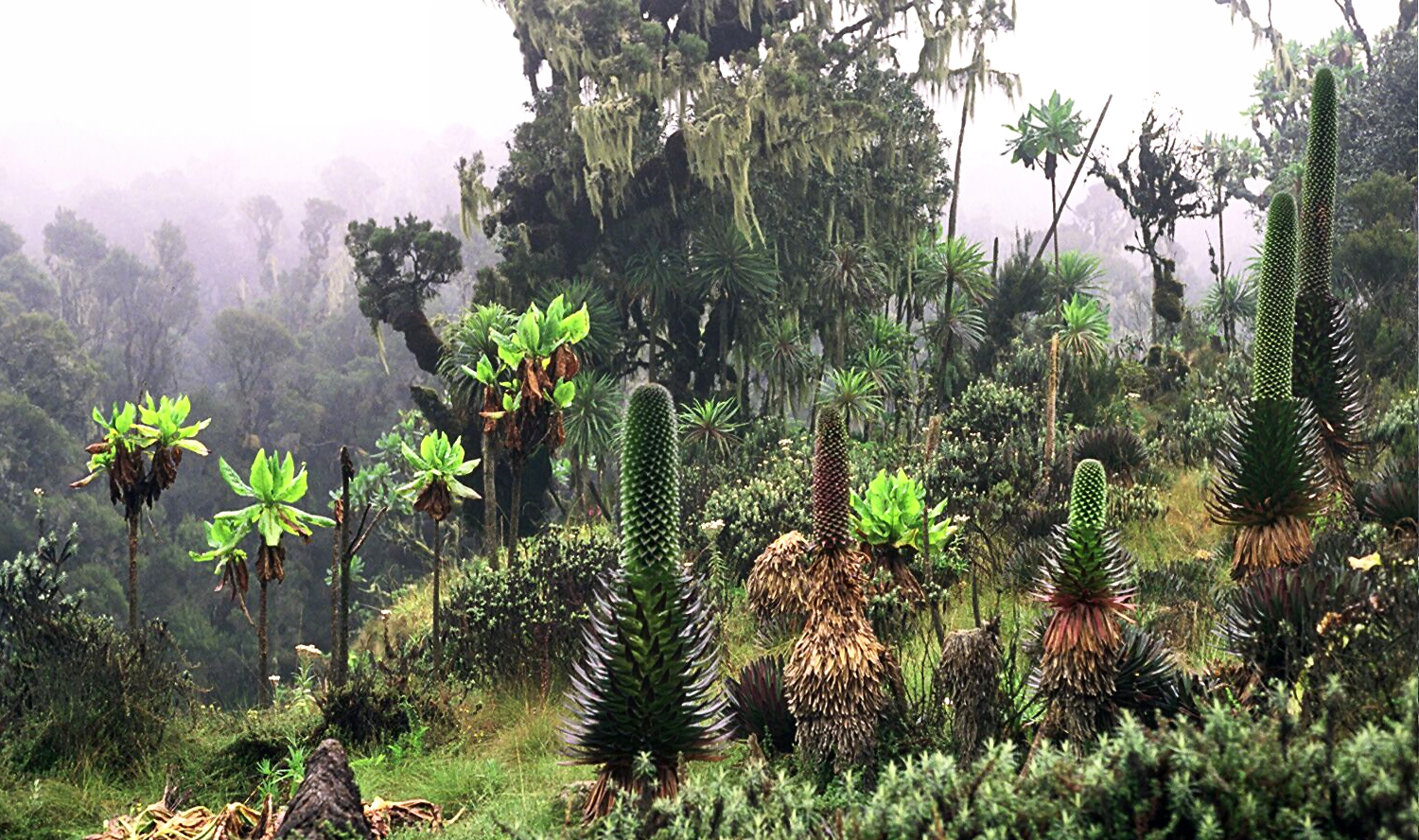
Einzigartige Pflanzengesellschaft am Ruwenzori
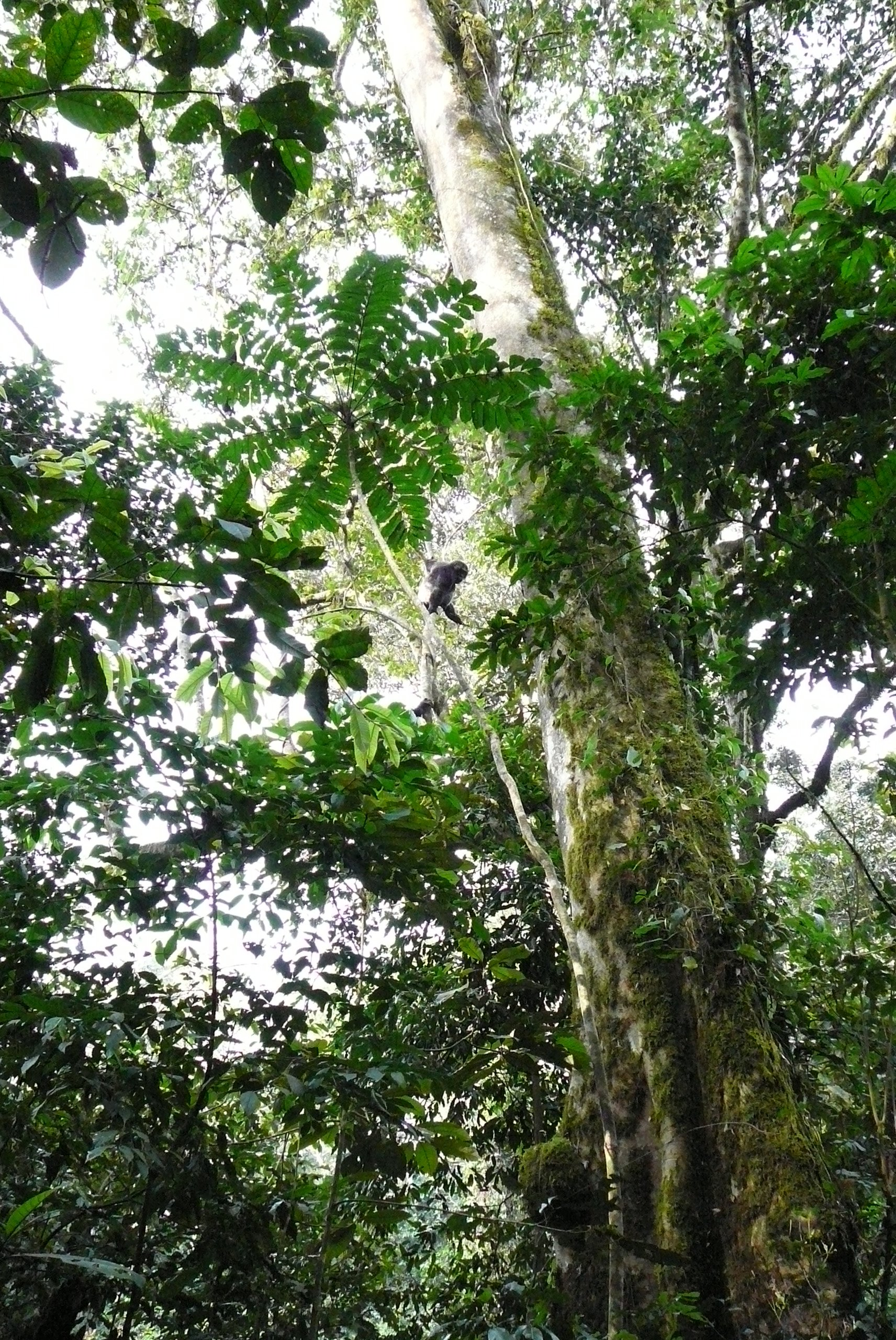
Schimpanse im Kibale-Nationalpark
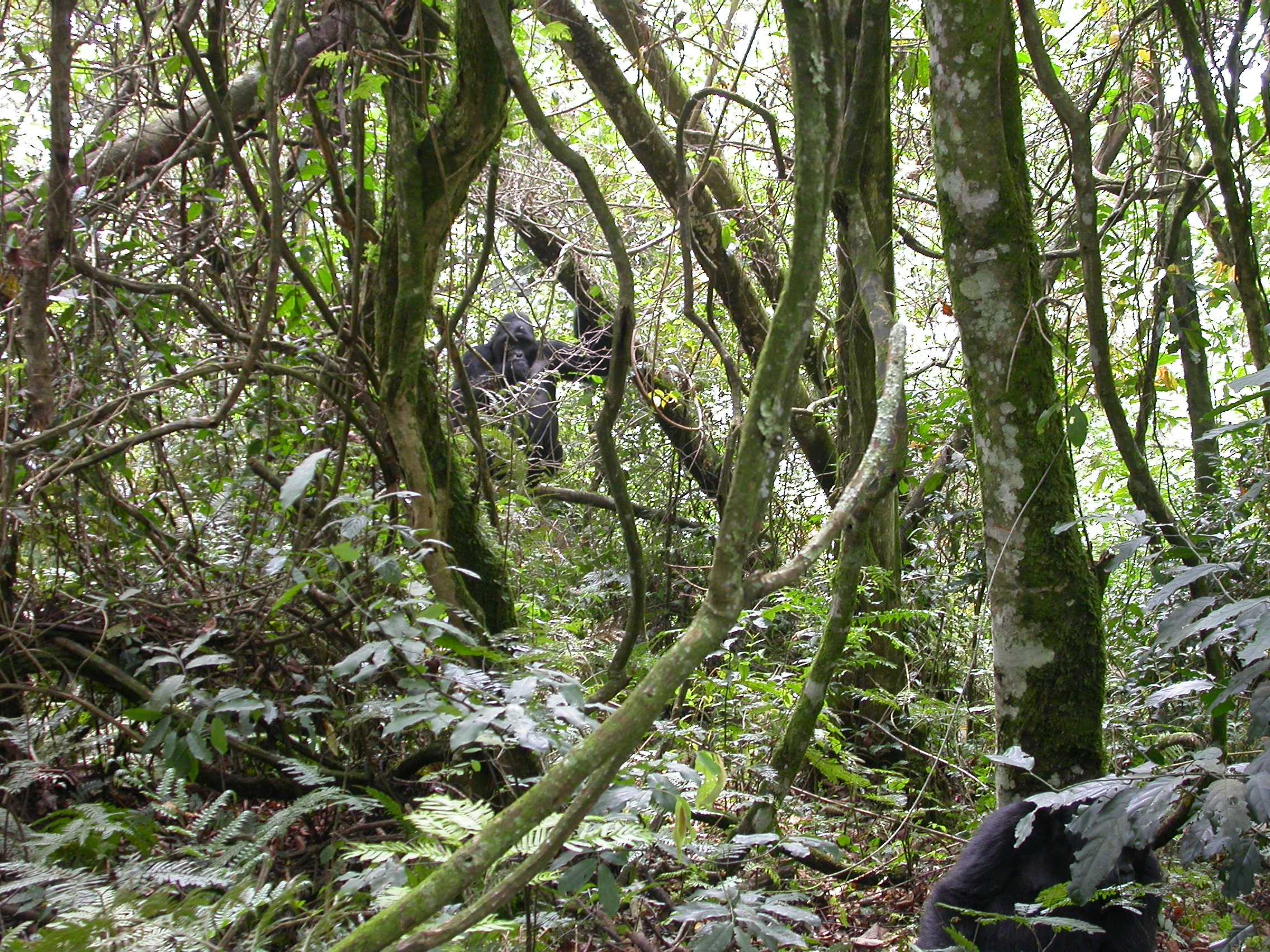
Berggorilla im Bwindi-Nationalpark

### Humangeografie – Distrikte und Städte
Uganda besteht aus den 4 Regionen Central, Eastern, Western und Northern. Darunter ist das Land in 135 Distrikte und die Hauptstadt Kampala gegliedert.
Im Jahr 2023 lebten 27 Prozent der Einwohner Ugandas in Städten. Viele Städte in Uganda wachsen rasant an. Die sieben größten Städte mit über 200.000 Einwohnern sind (Stand Projektion 2020):
1. Kampala: 1.680.000 Einwohner
2. Nansana: 533.000 Einwohner
3. Kira Town: 463.000 Einwohner
4. Makindye Ssabagabo: 413.000 Einwohner
5. Kyengera: 285.000 Einwohner
6. Mbarara: 221.000 Einwohner
7. Kasangati: 208.000 Einwohner

## Bevölkerung

### Demografie
Uganda hat laut Zensus 2024 45,9 Millionen Einwohner. Das jährliche Bevölkerungswachstum betrug + 2,8 %. Zum Bevölkerungswachstum trug ein Geburtenüberschuss (Geburtenziffer: 36,2 pro 1000 Einwohner vs. Sterbeziffer: 5,6 pro 1000 Einwohner) bei. Die Anzahl der Geburten pro Frau lag 2022 statistisch bei 4,5, die der Region Sub-Sahara-Afrika betrug 4,5. Die Lebenserwartung der Einwohner Ugandas ab der Geburt lag 2022 bei 63,6 Jahren. Der Median des Alters der Bevölkerung lag im Jahr 2021 bei 15,9 Jahren. Im Jahr 2023 waren 43,9 Prozent der Bevölkerung unter 15 Jahre, während der Anteil der über 64-Jährigen 2,2 Prozent der Bevölkerung betrug.

### Bevölkerungsstruktur
In Uganda leben nach der Volkszählung 2014 über 60 Völker zusammen, die jeweils eigene Sprachen, Kulturen und Bräuche, teilweise auch noch eigene Religionen haben.
Mehr als die Hälfte der Bevölkerung, insgesamt 60 % sind Bantu, die hauptsächlich in den Gebieten südlich und westlich des Kiogasees leben. Das größte Bantuvolk sind die namensgebenden Baganda, welche als Titularnation 16,3 % der Bevölkerung stellen, gefolgt von den Banyankore (auch Ankole genannt) mit 9,4 % und den Basoga mit 8,7 %. Weitere bedeutende Bantuvölker mit mehr als 1 Million Volkszugehörigen sind die Bakiga (Bahiga) mit 7,0 % und die Bagisu mit 4,8 %.
Im mittleren Norden leben Niloten, vor allem Langi mit 6,2 % und Acholi mit 4,3 % Bevölkerungsanteil, daneben auch Alur und Jopodhola; insgesamt stellen die nilotischen Völker 15 % der Bevölkerung. Ebenso groß ist der Anteil der Hamitoniloten, vor allem der Iteso mit 6,9 % und der Karamojong. Zusammen stellen Niloten und Hamitoniloten 24 % der Bevölkerung.
Im Norden leben Gruppen, die Zentral- und Ostsudanische Sprachen sprechen, sie machen insgesamt 7 % der Bevölkerung Ugandas aus. Die größte darunter sind die Lugbara mit einem Anteil von 3,2 % an der Gesamtbevölkerung.
Eine sehr kleine Minderheit sind die Ik mit 0,02 % der Gesamtbevölkerung. Der Anteil der Nicht-Afrikaner ist mit insgesamt 0,98 % gering – Asiaten mit 0,820 %, Europäer mit 0,095 % und Araber mit 0,066 %.
Nach den Ergebnissen der Volkszählung 2014 leben 504.200 Nicht-Ugander im Land. 135.505 Personen sind Bürger der Demokratischen Republik Kongo. Daneben gibt es 118.836 Sudanesen (wohl meist Südsudanesen), 91.231 Ruander, 45.541 Tansanier, 34.120 Kenianer, 21.798 Burundier und 13.804 Somalier. Unter den Ausländern waren zudem 13.794 Asiaten, überwiegend indischer Herkunft, 2.473 Europäer (darunter 989 Briten) und 1.634 US-Amerikaner. Insgesamt 18.128 Ausländer waren unbekannter Nationalität.

### Sprachen

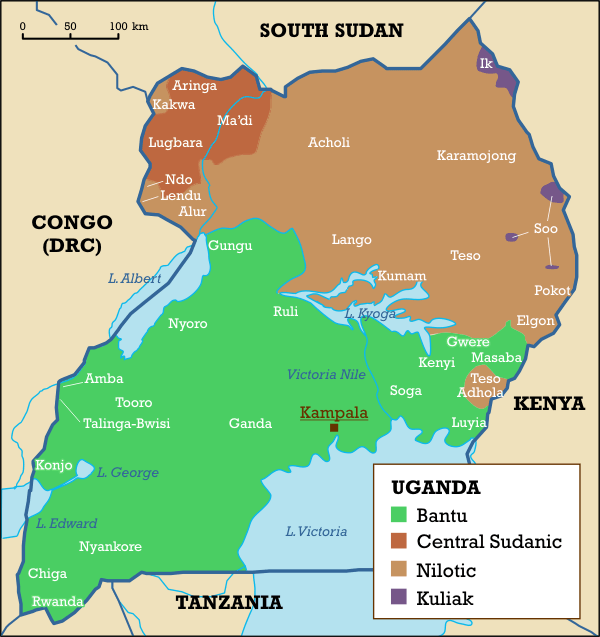
Sprachgruppen in Uganda

Englisch und Swahili (seit der Verfassungsänderung vom September 2005) sind die beiden offiziellen Amtssprachen. Swahili ist faktisch die Kommandosprache von Polizei und Militär und wird darüber hinaus in der zivilen Verwaltung kaum genutzt.
Daneben ist Luganda – die Sprache der Volksgruppe der Baganda und eine Sprache des Niger-Kongo-Sprachgebiets – die Amtssprache des seit der vorkolonialen Zeit existierenden autonomen Königreichs Buganda in Zentral-Uganda. Im Alltag werden dagegen die Landessprachen benutzt, wie zum Beispiel andere Sprachen des Niger-Kongo-Sprachgebietes, sowie nilo-saharanische Sprachen und in geringem Maße Arabisch. Einige von ihnen sind Amtssprachen der Königreiche der Afrikanischen Großen Seen.

### Religionen

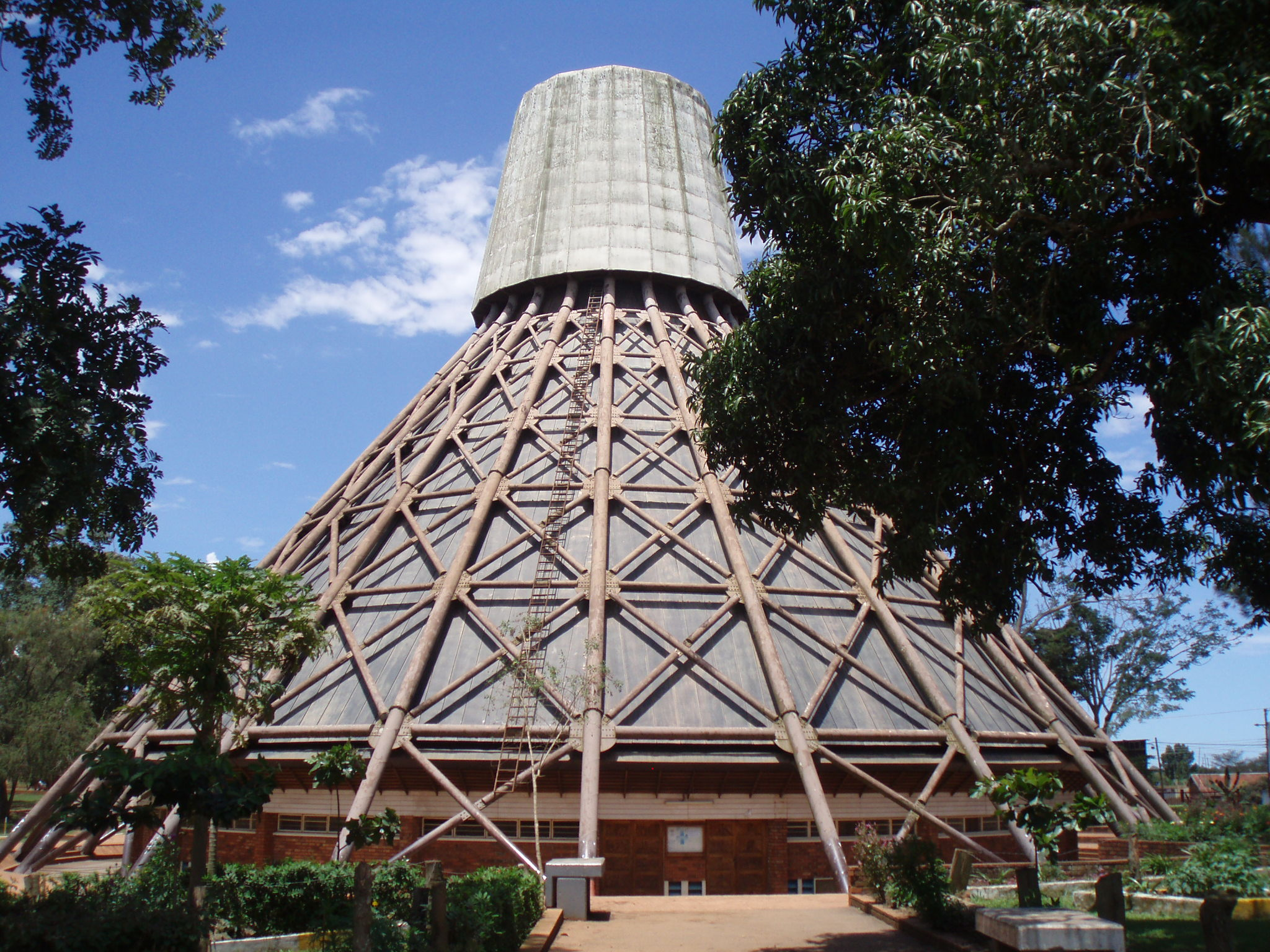
Wallfahrtskirche von Namugongo

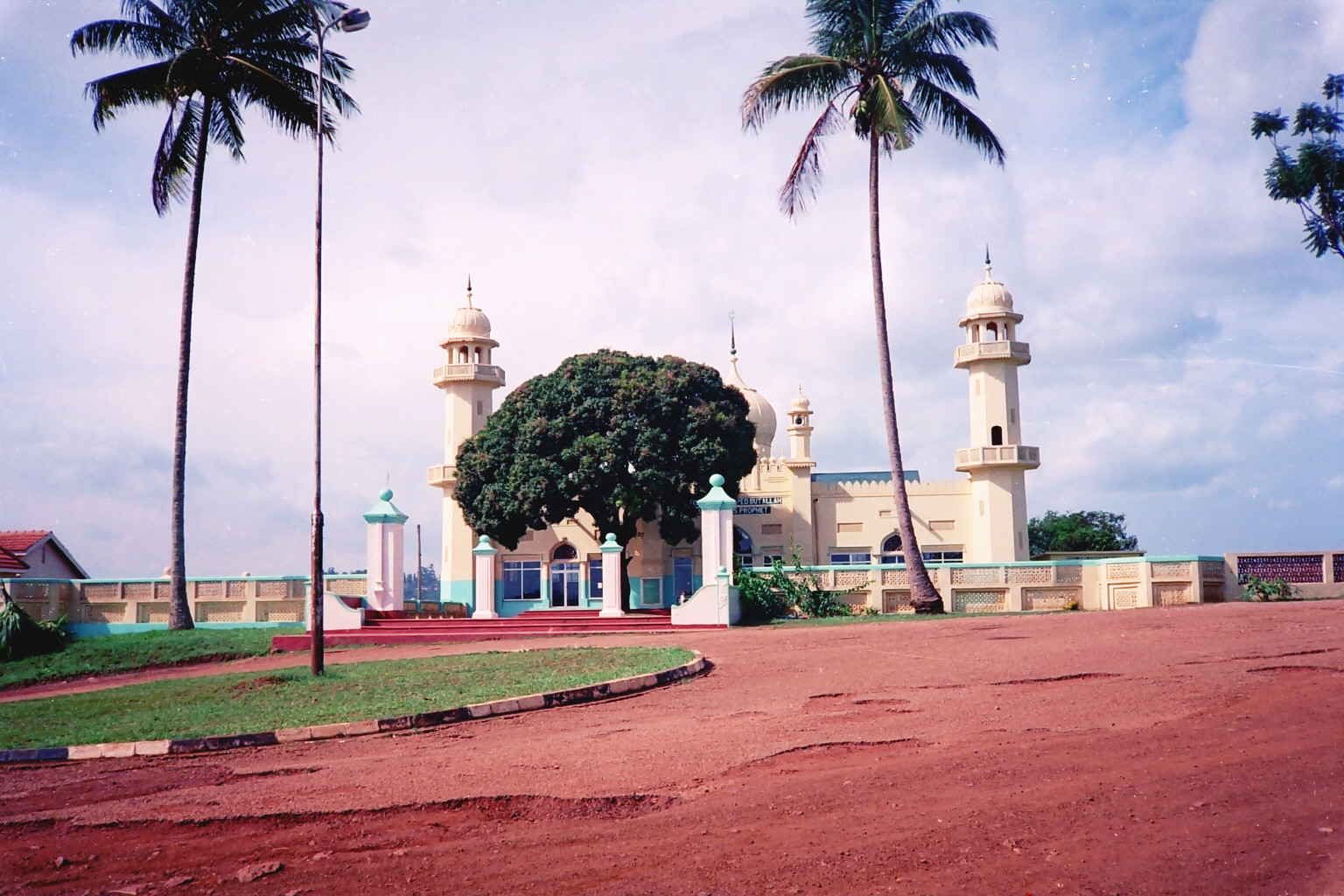
Moschee in Uganda

Rund 85 % der Gesamtbevölkerung Ugandas sind Christen. Davon bekennt sich die überwiegende Anzahl entweder zur römisch-katholischen (39 %) oder zur anglikanischen Kirche (32 %). Fast 14 % der Ugander sind meist sunnitische Muslime. Offiziell nur noch 0,1 % der Bevölkerung sind Anhänger von traditionellen afrikanischen Religionen. Zudem gibt es eine kleine Gemeinde schwarzafrikanischer Juden, die Abayudaya bei Mbale, die etwa 750 Mitglieder umfasst. Seit einiger Zeit bauen evangelikale Christen der Pfingstbewegung sowie andere Freikirchen vor allem mit US-amerikanischer Förderung ihren Einfluss stark aus. Die römisch-katholische und die anglikanische Kirche verzeichnen dadurch erhebliche Mitgliederverluste, die sich bisher nur schwer quantifizieren lassen. Die Neuapostolische Kirche betreute 2005 in diesem Land 266.722 Gläubige (0,9 %).
Die Zugehörigkeit der ugandischen Bevölkerung zu den unterschiedlichen Religionen sieht laut der Volkszählung 2002 und 2014 folgendermaßen aus:
| Religion                        | 1991       | 1991    | 2002       | 2002    | 2014         | 2014    |
| Religion                        | Anzahl     | Prozent | Anzahl     | Prozent | Anzahl       | Prozent |
| ------------------------------- | ---------- | ------- | ---------- | ------- | ------------ | ------- |
| Römisch-katholische Kirche      | 7.426.511  | 44,5    | 10.242.594 | 41,9    | 13.407.764   | 39,3    |
| Anglikanische Kirche            | 6.541.830  | 39,2    | 8.782.821  | 35,9    | 10.941.268   | 32,1    |
| Islam                           | 1.758.101  | 10,5    | 2.956.121  | 12,1    | 4.663.204    | 13,7    |
| Pfingstbewegung                 | —          | —       | 1.129.647  | 4,6     | 1 3.790.564  | 11,1    |
| Siebenten-Tags-Adventisten      | 179.624    | 1,1     | 367.972    | 1,5     | 590.257      | 1,7     |
| Orthodoxe Kirche                | 4.738      | 0,0     | 35.505     | 0,1     | 48.421       | 0,1     |
| Andere christl. Konfessionen    | 101.914    | 0,6     | 286.581    | 1,2     | 2 176.130    | 0,5     |
| Bahai                           | —          | —       | 18.614     | 0,1     | 29.601       | 0,1     |
| Andere nichtchristl. Religionen | 658.987    | 4,0     | 159.259    | 0,7     | 3 31.739     | 0,1     |
| Traditionelle Religionen        | —          | —       | 241.630    | 1,0     | 33.805       | 0,1     |
| Konfessionslos                  | —          | —       | 212.388    | 0,9     | 78.254       | 0,2     |
| Insgesamt                       | 16.671.705 | 100,0   | 24.433.132 | 100,0   | 4 34.124.155 | 100,0   |

### Bildung
Uganda hat in den letzten Jahrzehnten sein Bildungssystem stark weiterentwickeln können. Seit 1997 gibt es eine kostenlose Grundschulausbildung (Universal Primary Education, UPE), welche inzwischen auf die Sekundarausbildung (Universal Secondary Education, USE) ausgeweitet wurde. Bisher besuchen jedoch nur 15 % der Schüler die weiterführende Schule. Seit Abschaffung des Schulgeldes 1996 werden 98 % der Kinder eingeschult. Um das Millenniums-Entwicklungsziel (die Alphabetisierungsrate) zu erreichen, wurden jedoch um die 60 % Privatschulen zugelassen. Die Privatschulen sind gewinnorientiert und verlangen Schulgeld. Die Schulklassen haben häufig 60–80 Schüler. Im Land stieg die mittlere Schulbesuchsdauer von 2,8 Jahren im Jahr 1990 auf 6,2 Jahre im Jahr 2015 an. Dementsprechend stieg auch die Alphabetisierungsrate bis 2018 auf 76,5 %. Der Staat betreibt weiterhin den Ausbau der schulischen und universitären Infrastruktur, wobei dem Privatsektor (insbesondere Kirchen) eine besondere Bedeutung zukommt. Das hohe Bevölkerungswachstum von über drei Prozent (jedes Jahr sollen eine Million Kinder mehr in die Schulen gehen) stellt jedoch eine besondere Herausforderung dar. Die erwartete Schulbesuchsdauer der nachwachsenden Generation beträgt 11,4 Jahre.
Die Universitäten des Landes sind:
- African Bible University
- Bugema Seventh Day Adventist University
- Kampala University
- Makerere-Universität
- Mbale Islamic University
- Mbarara University of Science and Technology
- Mountains of the Moon University (Fort Portal)
- Namasagali University
- Ndejje Christian University
- Nkozi University
- Nkumba University
- Uganda Christian University
- Uganda Martyrs University

### Gesundheit
Die Gesundheitsausgaben des Landes betrugen im Jahr 2021 4,7 % des Bruttoinlandsprodukts. Im Jahr 2017 praktizierten in Uganda 1,7 Ärztinnen und Ärzte je 10.000 Einwohner. Die Sterblichkeit bei unter 5-jährigen betrug 2022 40,5 pro 1000 Lebendgeburten. Die Lebenserwartung der Einwohner Ugandas ab der Geburt lag 2022 bei 63,6 Jahren (Frauen: 65,7, Männer: 61,5). Die Lebenserwartung stieg von 48,3 Jahren im Jahr 2000 bis 2022 um 32 %.
56 % der Bevölkerung haben Zugang zu sauberem Trinkwasser, 41 % zu Sanitäreinrichtungen.
Die HIV-Infektionsrate beträgt 5–15 %, die Zahl der HIV-Infizierten beläuft sich auf 600.000, 2001 gab es 84.000 HIV-Tote. Uganda war eines der ersten Länder Afrikas, in dem AIDS im öffentlichen Diskurs thematisiert wurde. Früh setzten Aufklärungskampagnen ein und HIV/Aids wird im Vergleich zu anderen afrikanischen Staaten sehr offen diskutiert. Da Uganda als Vorzeigeland in der HIV-Bekämpfung Spenden aus dem Ausland erhält und unter hohem internationalen Erfolgsdruck steht, sollten alle Angaben zur Bevölkerung unter diesen Gesichtspunkten kritisch hinterfragt werden. Aus den genannten Gründen werden HIV-Infizierte bei der medizinischen Versorgung teilweise bevorzugt.
Ende Juli 2012 geriet das Land wegen der Ausbreitung einer Ebola-Epidemie im Distrikt Kibaale in den Blickpunkt der Weltöffentlichkeit.
Die weltweite COVID-19-Pandemie erreichte Uganda mit dem ersten Fall am 20. März 2020.

## Geschichte

### Vorgeschichte
Die Twa (früher: Pygmäen) stellen wohl die ältesten heute lebenden Ethnien Ugandas dar. Vor ungefähr 2000 Jahren wanderten ackerbebauende Bantu ein, die die Twa zurückdrängten und ihrerseits von Niloten des Nordens nach Süden gedrängt wurden. Zwischen nilotischen Ethnien und Bantu-Ethnien gab es immer wieder Konflikte, die mittlerweile aber über bloßen Tribalismus hinausgehen.

### Zeit der Königreiche
Ab dem 15. Jahrhundert bildeten sich vor allem im Süden des heutigen Uganda bei den Bantu die heutigen Aristokratien, vor allem Königreiche. Unter ihnen spielte Buganda eine führende Rolle. Weitere Königreiche waren Ankole, Bunyoro, das die Grenze zum Kongo überschreitende Rwenzururu und Toro, dem zumindest während der Kolonialzeit der ugandische Teil von Rwenzururu zugeteilt worden war.
Die nilotischen Gruppen des Nordens waren Nomaden und Hirtenvölker, die sich in kleineren Einheiten organisierten.
Im 19. Jahrhundert unterhielten arabische Händler von der Ostküste Afrikas im Gebiet der großen Seen ein durchorganisiertes Handelsnetz. Ihr Anreiz war der Handel mit Elfenbein und der Sklavenhandel. In einigen Gebieten etablierte sich der Islam, in vielen Regionen blieben jedoch die traditionellen Religionen vorherrschend.

### Protektoratszeit
Um 1860 erreichten als erste Europäer die beiden britischen Forscher John Hanning Speke und James Augustus Grant die Quelle des Nils. Um diese Zeit begann die europäische Kolonialisierung Ostafrikas. Zu den ersten Europäern, die sich in diesem Gebiet niederließen, gehörten sowohl katholische als auch protestantische Missionare. In kurzer Zeit setzten sie in zahlreichen Volksgruppen ihren Glauben durch.
Uganda wurde 1894 britisches Protektorat. Die koloniale Wirtschaft förderte den Baumwoll- und Kaffeeanbau. Dazu wurde die Uganda-Bahn von Mombasa über Nairobi bis nach Kampala gebaut.
Vor der Unabhängigkeit hatten Wahlen in Uganda keinen hohen Stellenwert, da die Kolonialregierung über das Land bestimmte. Zu dieser Zeit gab es nur Wahlen zum 1920 von der Kolonialregierung geschaffenen LEGCO (Legislative Council), das klein war und nur aus Europäern bestand. Von seinen 62 Mitgliedern waren fünf Frauen, die zu Abgeordneten ernannt worden waren.

### Unabhängigkeit
In den 1950er Jahren kam ein gelenkter Dekolonisierungsprozess in Gang, es entstanden Parteien und ein Kongress. Die ersten direkten Wahlen waren die Parlamentswahlen von 1958. Damals galten Wahlrechtseinschränkungen aus den Bereichen Eigentum und Bildungsvoraussetzungen. Die Wahlen von 1961 wurden auf der Basis eines weniger eingeschränkten Wahlrechts abgehalten, sodass mehr Frauen teilnehmen konnten.
Am 9. Oktober 1962 wurde Uganda unabhängig. König Mutesa II. wurde Präsident, Milton Obote der erste Premierminister des unabhängigen Landes. Das uneingeschränkte aktive und passive Frauenwahlrecht wurde bei der Unabhängigkeit 1962 eingeführt.
Mutesa II. wurde 1966 von Premier Milton Obote verdrängt, der ein Einparteiensystem einführte und eine radikale Sozialisierung im Sinne des „Afrikanischen Sozialismus“ durchsetzte, teilweise in blutigen Massakern. Dadurch entfremdete Obote sich von der Bevölkerung. Das nutzte der zum Kommandeur (Generalmajor) aufgestiegene Idi Amin, ebenfalls ein Nilote, aus: Während einer Abwesenheit Obotes übernahm er durch einen Militärputsch 1971 die Macht.

### Diktaturen und Massaker
Die Diktatur Idi Amins von 1971 bis 1979 war für die Ermordung von über 300.000 Oppositionellen verantwortlich. Angehörige anderer Volksgruppen wurden getötet, asiatische Zuwanderer, vor allem Inder, die im Handel bestimmend waren, des Landes verwiesen. Amin wütete bis 1979, die Bevölkerung lebte unter ständiger Furcht vor brutalen Gewaltakten. In diese Zeit fällt auch die Operation Entebbe, die Befreiung der Geiseln eines auf dem Flug von Tel Aviv nach Paris durch arabische Terroristen entführten Flugzeuges der Air France nach Entebbe durch ein israelisches Kommandounternehmen im Jahr 1976.
Nach dem plötzlichen Angriff ugandischer Truppen auf Tansania, 1978, bei dem Idi Amin die Annexion des Kagera-Gebietes im Nordwesten Tansanias beabsichtigte, wurde nach dem tansanischen Gegenangriff im April 1979 die Hauptstadt Kampala unter der Mitwirkung von ugandischen Rebellenverbänden, unter denen auch der heutige Staatschef Yoweri Museveni war, erobert. Doch in den Wahlen im September 1980 kam Milton Obote wieder an die Macht, wobei ihm allerdings Wahlmanipulationen vorgeworfen wurden. Daraufhin ging Museveni mit einer Rebellenarmee gegen ihn vor. Obote ließ in seiner zweiten Amtszeit wieder politische Gegner ermorden, es kam wieder zur Verfolgung ganzer Volksgruppen, Folter und Terror herrschten schlimmer als je zuvor im Land.

### Demokratisierung
Yoweri Kaguta Museveni begann mit wenigen Getreuen einen erfolgreichen Guerillakrieg. Im Januar 1986 eroberte seine National Resistance Army (NRA) die Hauptstadt Kampala. Museveni wurde zunächst ohne Wahl als ugandischer Präsident vereidigt. Erste Wahlen zu einem provisorischen Parlament fanden im Februar 1989 statt.
Die Verfassung von 1995 schreibt für jeden Distrikt eine Abgeordnete vor. Außerhalb dieser für Frauen reservierten Quote gelingt es Politikerinnen kaum, ins Parlament einzuziehen (Stand: 2006).
Im Mai 1996 fanden erstmals Präsidentschaftswahlen statt, in denen Museveni mit 75 % der Stimmen im Amt bestätigt wurde. Im März 2001 gewann er die Wahl mit 69,3 % gegen seinen stärksten Herausforderer Kizza Besigye vom Forum for Democratic Change (27,8 %). Fanden diese Wahlen noch unter dem oftmals kritisierten Verbot der Tätigkeit von politischen Parteien, also einer faktischen Einheitspartei, statt, wurden diese 2005 zugelassen. Auch in den darauf folgenden Wahlen 2006 erfolgte Musevenis Wiederwahl (59 %), obwohl seine Kandidatur nach mehr als zwei Amtsperioden erst nach einer Verfassungsänderung möglich war. Besigye unterlag mit 37,4 % erneut.
In dem 20 Jahre andauernden Bürgerkrieg im Norden Ugandas terrorisierte die Lord’s Resistance Army (LRA) vom Sudan aus die Bevölkerung, die zusätzlich unter Angriffen ugandischer Regierungstruppen zu leiden hatte. Mehrere Verhandlungen zwischen den Konfliktparteien scheiterten, bis nach Vorgesprächen im August 2006 am 23. Februar 2008 unter anderem durch Vermittlung des südsudanesischen Vize-Präsidenten Riek Machar ein Waffenstillstandsabkommen von Vertretern beider Parteien unterzeichnet wurde. Der Anführer der LRA, Joseph Kony, hatte seine Unterstützung für das Abkommen zugesagt, aber bis März 2010 noch nicht eigenhändig unterschrieben. Dennoch blieb Norduganda seither von größeren Überfällen verschont; die LRA übt weiterhin Gewalttaten im Nordosten des Kongo aus und hat sich möglicherweise auch nach Darfur verlagert.
Am 18. Februar 2011 fanden in Uganda erneut Präsidentschaftswahlen statt. Diese gewann, nach bereits 25-jähriger Regierungszeit, Amtsinhaber Yoweri Museveni mit 68,4 % der Stimmen. Sein stärkster Konkurrent, Kizza Besigye erhielt lediglich 26,0 % der Stimmen. Die Wahlen verliefen weitestgehend friedlich, im April 2011 kam es allerdings zu Unruhen.
Bei der Wahl im Februar 2016 wurde Staatspräsident Museveni mit 60,6 % in seinem Amt bestätigt. Konkurrent Kizza Besigye ging mit 35,6 % der Stimmen zum vierten Mal als Verlierer hervor. Bei den gleichzeitig stattfindenden Parlamentswahlen erreichte die Regierungspartei NRM (National Resistance Movement) im Parlament eine Zwei-Drittel-Mehrheit. Wahlbeobachter kritisierten fehlende Unabhängigkeit der Wahlkommission, ausdrückliche Gewalt der Sicherheitskräfte gegen Opposition, Medien und Öffentlichkeit, Verletzung der Meinungs-, Presse- und Versammlungsfreiheit sowie finanzielle Übermacht des Präsidenten und seiner Partei. Das Oberste Gericht räumte Unregelmäßigkeiten ein. Es wurde eine Kommission zur Umsetzung der vom Gericht geforderten Wahlrechtsreformen gebildet.
Die vom Präsidenten ernannte Regierung besteht aus 81 Ministern und Staatsministern. Die Democratic Party (DP) und der Uganda People’s Congress (UPC) stellen je eine Ministerin. Die Bezüge der Parlamentarier betragen bisher bereits bei mehr als hundertmal so viel wie der Durchschnittsverdienst im Land. 2019 legten die Parlamentarier zusätzlich eine Erhöhung ihrer Diäten um knapp 40 % fest, dies bedeutet Zusatzkosten von circa 15,2 Millionen Euro für den Steuerzahler. Jeder der insgesamt 459 Abgeordneten verdient zwischen 3500 und 7000 Euro im Monat.

## Politik

### Politisches System

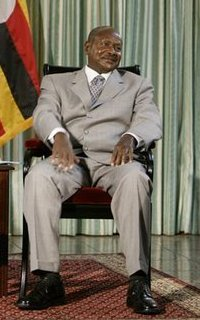
Präsident Yoweri Museveni, Juli 2003

Staatsoberhaupt ist seit 1986 Präsident Yoweri Museveni. Bei der Präsidentschaftswahl am 14. Januar 2021 setzte sich Museveni mit 59 % gegen seinen stärksten Kontrahenten Bobi Wine durch, der 35 % erhielt. Die Opposition spricht von Wahlbetrug. Medien berichteten von einem der „gewalttätigsten Wahlkämpfe überhaupt“ in dem Land. Zahlreiche Kandidaten wurden unter dem Vorwand, gegen Corona-Regeln zu verstoßen, festgenommen, das Internet wurde am Wahltag abgeschaltet, Journalisten angegriffen, Regierungskritiker eingeschüchtert. Internationale Wahlbeobachter wurden nicht zugelassen.
Museveni tritt damit nach 35 Jahren im Amt eine weitere fünfjährige Amtszeit an, wenngleich er selbst in der Vergangenheit Langzeitherrscher kritisierte. Eine Beschränkung der Amtszeiten wurde per Verfassungsänderung aufgehoben, ebenso wie die Altershöchstgrenze für Präsidenten.
Der Präsident ist laut Verfassung gleichzeitig Staatsoberhaupt und Regierungschef, ernennt jedoch einen Premierminister (Secretary to the Cabinet), der an die Weisungen des Präsidenten gebunden ist. Dies ist seit September 2014 Ruhakana Rugunda, der den ab 2011 amtierenden Amama Mbabazi ablöste. Die ugandische Regierung bedient sich autoritärer und demokratischer Elemente.
Die Legislative liegt beim ugandischen Parlament (Wabunge). Dieses wird stets dominiert von Musevenis Regierungspartei, die National Resistance Movement Organization (NRM-O), kurz „Movement“. Daneben hat de facto auch das Militär eine tragende Rolle.
90 % der ugandischen Bevölkerung stimmten im Jahr 2000 in einem Referendum für eine Beibehaltung des Einparteiensystems. In einem erneuten Referendum am 28. Juli 2005 stimmte jedoch eine deutliche Mehrheit der Wähler (92,5 %) für eine von Museveni vorgeschlagene „Öffnung des politischen Raumes“. Dies war ein erster Schritt auf dem Weg zu einem demokratischen Mehrparteiensystem. Das Movement war bis zur Verfassungsänderung im Jahr 2006 der Meinung, dass es in Uganda keine Grundlage für ein Mehrparteiensystem gibt und dass die bestehenden Parteien Ursache für Ugandas Probleme sind. Zwar wurden sie nicht verboten, doch die meisten Aktivitäten, die eine Partei ausmachen, blieben ihnen versagt.
Relevante Oppositionsparteien sind:
- Forum for Democratic Change, FDC (Präsidentschaftskandidat 2001 / 2006 / 2011 / 2016: Kizza Besigye; 2021: Patrick Oboi Amuriat)
- Democratic Party, DP (Vorsitz bis 2010: Paul Kawanga Ssemogerere, ab 2010: Norbert Mao)
- Uganda People’s Congress, UPC (Vorsitz bis 2010: Miria Obote; 2010–2015: Olara A. Otunnu, seit 2015: Jimmy Akena)
- National Unity Platform, NUP (Präsidentschaftskandidat 2021: Bobi Wine)

### Justiz
- Oberster Richter: Benjamin Joses Odoki (seit 30. Januar 2001)
- Generalstaatsanwalt: Kiddu Makubya

### Politische Indizes
| Name des Index                     | Indexwert    | Weltweiter Rang | Interpretationshilfe | Jahr |
| ---------------------------------- | ------------ | --------------- | --- | ---- |
| Fragile States Index               | 91,1 von 120 | 28 von 179      | Stabilität des Landes: Alarm 0 = sehr nachhaltig / 120 = sehr alarmierend Rang: 1 = fragilstes Land / 179 = stabilstes Land | 2024 |
| Demokratieindex                    | 4,49 von 10  | 98 von 167      | Hybridregime 0 = autoritäres Regime / 10 = vollständige Demokratie                                                          | 2024 |
| Freedom in the World Index         | 34 von 100   | —               | Freiheitsstatus: unfrei 0 = unfrei / 100 = frei                                                                             | 2024 |
| Rangliste der Pressefreiheit       | 37,6 von 100 | 143 von 180     | Sehr ernste Lage für die Pressefreiheit 100 = gute Lage / 0 = sehr ernste Lage                                              | 2025 |
| Korruptionswahrnehmungsindex (CPI) | 26 von 100   | 140 von 181     | 0 = sehr korrupt / 100 = sehr sauber                                                                                        | 2024 |

### Innenpolitik
Tutsi, Hutu, Lendu, Hema (Hima) und andere ethnische Gruppen, assoziierte Rebellen, bewaffnete Banden und verschiedene Regierungsstreitkräfte operieren in der Region der Großen Seen zwischen Uganda, Kongo, Ruanda und Burundi, um Kontrolle über bevölkerungsreiche Gebiete und wirtschaftliche Ressourcen zu erlangen. Eine Gefahr dabei ist, dass einzelne Ethnien dominieren, was wiederum zur Rebellion der Benachteiligten führt. An dieser Auseinandersetzung ist Ugandas Regierung auch mit Geld, Militärhilfe, Ausbildern und teilweise auch offenen Militäreinsätzen beteiligt. Diese finden derzeit vor allem in der Demokratischen Republik Kongo, aber auch im Südsudan statt.

### Außenpolitik
Uganda verfolgt eine pragmatische Außenpolitik, deren Prioritäten die regionale Integration, die Steigerung des Wohlstandes und die Erhaltung der nationalen Sicherheit im Einklang mit den Positionen der Afrikanischen Union sind. Uganda ist Teil der Ostafrikanischen Gemeinschaft (EAC), deren Ziel eine umfangreiche politische und wirtschaftliche Union zwischen den Staaten Ostafrikas ist. Ein gemeinsamer Markt existiert seit 2010 und die Einführung einer gemeinsamen Währung ist geplant. Das Land ist außerdem Mitglied der Afrikanischen Union. Neben einem Ausbau der regionalen Wirtschafts- und Handelsbeziehungen setzt Uganda auf die Unterstützung der westlichen Industriestaaten und internationale Institutionen wie das Entwicklungsprogramm der Vereinten Nationen, Europäische Union, African Development Bank die Weltbank und den IWF, um seine Entwicklung voranzutreiben. Die Volksrepublik China nimmt eine zunehmend wichtige Rolle ein und engagiert sich mit Großprojekten (beispielsweise im Straßenbau), für die China wiederholt die Gesamtfinanzierung übernahm.
Als Binnenstaat ist Uganda auf gute Beziehungen zu seinen Nachbarstaaten angewiesen. Die Beziehungen zu Ruanda, Tansania und Kenia funktionieren optimal. Ein großer Teil von Ugandas Außenhandel wird über Häfen in Kenia und Tansania abgewickelt. Konflikte gab es mit der DR Kongo seit der Präsenz ugandischer Truppen im Ostkongo in den Jahren 1997 bis 2003. Uganda ist von der Instabilität im Kongo direkt betroffen, u. a. durch das Eindringen bewaffneter Milizen auf sein Staatsgebiet und durch Flüchtlingsströme aus dem Nachbarland. Eine zwischenstaatliche Vereinbarung von 2007 in Arusha verbesserte das Verhältnis beider Staaten. Der Internationale Gerichtshof verurteilte Uganda im Februar 2022 zur Zahlung von 325 Millionen Dollar Entschädigung an den Kongo für die 1998 bis 2003 im Konflikt um die Provinz Ituri zugefügten Schäden. Die erste Rate, 65 Millionen Dollar, wurde Anfang September 2022 bezahlt.

### Menschenrechte
Die jetzige Regierung stellt sich zwar als positiv gesinnt gegenüber Menschenrechten dar und hat tatsächlich alle wichtigen internationalen Verträge und Konventionen unterzeichnet und ratifiziert. Es bestehen jedoch erhebliche Defizite, wie etwa beim Umgang mit politischen Parteien und Regimegegnern. Nach Ansicht des DW-Redakteurs Iddi Ssessanga hat Museveni „dafür gekämpft, Uganda von der Diktatur zu befreien, nur um das Land in eine Diktatur zu verwandeln, um die ihn frühere Herrscher glatt beneiden würden“. Mediales Interesse erweckt auch die Rekrutierung von Kindersoldaten. Allein Joseph Kony, Anführer der Lord’s Resistance Army, war vor seinem Verlassen des Landes verantwortlich für die Entführung und Versklavung von mindestens 25.000 Kindern und Jugendlichen.
In Uganda werden homosexuelle Menschen politisch und gesetzlich verfolgt. Homosexualität kann mit bis zu 14 Jahren Haftstrafe geahndet werden und gleichgeschlechtliche Ehen sind per Gesetz ausdrücklich verboten. Seit 2009 wird die Einführung der Todesstrafe für Homosexuelle diskutiert, 2011 ein entsprechender Antrag ins Parlament eingebracht. Aufgrund internationaler Proteste wurde die Entscheidung darüber zweimal vertagt. Im Februar 2012 wurde der Entwurf, diesmal ohne die geplante Einführung der Todesstrafe, wieder im Parlament eingebracht und im Februar 2014 von Yoweri Museveni unterzeichnet, nach dem Homosexuellen Haftstrafen von 14 Jahren bis lebenslänglich drohen. Im August 2014 wurde der Verschärfungsparagraph des Gesetzes, nicht aber das Gesetz selbst, vom Ugandischen Verfassungsgericht aus reinen Formgründen ohne Bezugnahme auf die menschenrechtliche Situation gekippt.
In der Bevölkerung herrscht vielfach eine homophobe Stimmung. Angefeuert wird diese insbesondere von christlichen Predigern, die von klerikalen Verbänden aus den Vereinigten Staaten finanziert werden, sowie von muslimischen Predigern. Wie auch in Russland wird zur Durchsetzung der religiös gefärbten Propaganda dabei meist Homosexualität mit Pädophilie gleichgesetzt. Besonderes Interesse in westlichen Ländern erweckte das Thema, als ugandische Medien 2010 offen zur Tötung homosexueller Männer aufriefen und dabei Listen von tatsächlich oder angeblich schwulen Männern mit Namen, Fotos und Adressen veröffentlichten. Bei der Ermordung des Schwulen-Aktivisten David Kato kurze Zeit später zeigte die ugandische Polizei Desinteresse und viele Fragen blieben offen.
Im März 2023 verschlechterte sich die Situation homosexueller Personen durch ein neues Anti-LGBTQ-Gesetz erneut. Dieses erklärt auch Mitwisserschaft von Homo- und jeder Form der Trans-Sexualität zur Straftat, was zu einer verschärften systematischen Denunziation, Verfolgung und Entrechtung führte.
Im April 2011 wurden durch Polizeieinsätze bei Demonstrationen („walk-to-work“ Proteste gegen hohe Nahrungsmittel- und Kraftstoffpreise) acht Menschen getötet und mehr als 250 weitere verwundet. Der Oppositionsführer Kizza Besigye wurde verhaftet und musste anschließend mehrere Tage in einem Krankenhaus behandelt werden.
Aufgrund von Korruption in der ugandischen Regierung und der Verschärfung der gesetzlichen Strafgesetze gegen homosexuelle Menschen mit lebenslangen Haftstrafen setzten 2013 und 2014 eine Reihe westlicher Staaten unter anderem Norwegen, Schweden, Dänemark, Irland, die Niederlande, das Vereinigte Königreich und die Vereinigten Staaten die Entwicklungshilfe für Uganda aus.

### Militär
Yoweri Kaguta Museveni eroberte im Januar 1986 mit seiner National Resistance Army (NRA) die Hauptstadt Kampala. 1995 wurde die NRA in Uganda People’s Defence Force umbenannt.
Die UPDF hatte im Jahr 2020 ungefähr 45.000 Soldaten und 10.000 Reservisten. Uganda gab 2020 knapp 2,5 Prozent seiner Wirtschaftsleistung oder 953 Millionen US-Dollar für seine Streitkräfte aus. Die UPDF gliedert sich in
- die Land Forces
- die Air Force
- das Special Operations Command
- die Reserve forces

Das Hauptquartier ist in Kampala. Der Chief of defence forces ist seit Januar 2021 General Wilson Mbadi. Die UPDF beteiligt sich aktuell mit mehr als 5800 Soldaten an der African Union Mission in Somalia (AMISOM).

## Wirtschaft

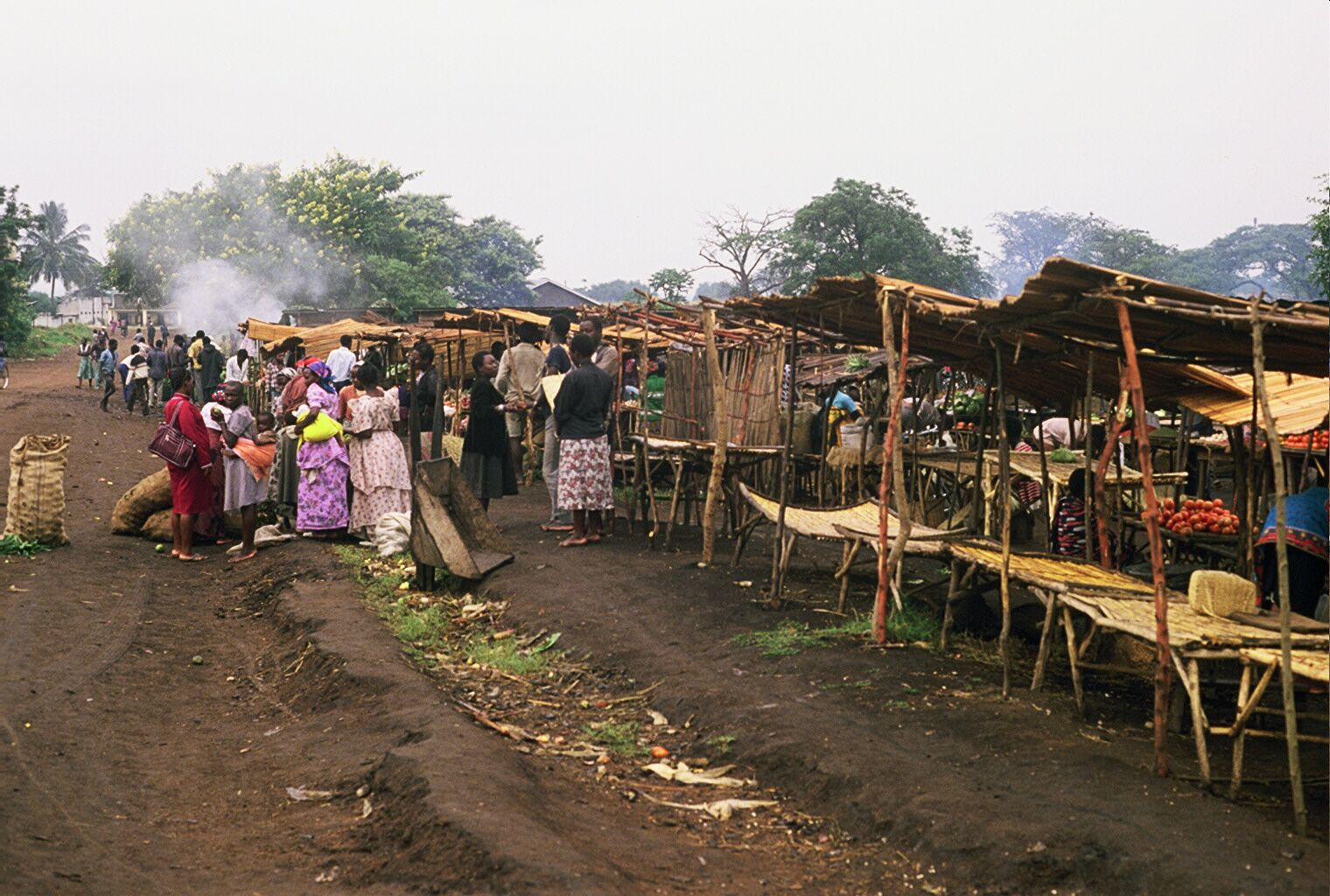
Markt in einer ländlichen Region

### Lage und Entwicklung

Entwicklung des realen Bruttoinlandsprodukts ab 1950

Die Wirtschaft im Süden und in der Mitte des Landes prosperiert. Hauptausfuhrgut ist – wie zur britischen Protektoratszeit – Kaffee mit 20–30 % der Exporterlöse. Auch Tee (5 %), Fisch (7,5 %) aus dem Viktoriasee und Tabak (4 %) werden exportiert. Der Anteil des Bananenanbaus an der Weltproduktion liegt bei 11 % (1998). Die Kakaoernte erreichte in der Saison 2004/2005 lediglich eine Größenordnung von 500 Tonnen, die Saison 2007/2008 schloss dagegen bereits mit 13.000 Tonnen. Uganda gehört zu den Goldexportländern und lieferte im Jahr 2007 rund 2,7 Tonnen. In den Folgejahren ging der Export auf weniger als 1 Tonne zurück (0,9 t im Jahr 2010).
Das Land führt eine Wertpapierbörse, die als Börse von Uganda bezeichnet wird.
2022 gaben ugandische Regierungsstellen die Entdeckung großer Goldvorkommen bekannt, wie etwa DPA und Reuters vermeldeten. Der Umfang der Erzvorkommen wurde mit mehr als 31 Millionen Tonnen angegeben, die Fördermenge mit mehr als 320.000 Tonnen reinem Gold. Ein Förderbeginn wurde nicht genannt. Mit Hinblick auf den üblichen, weitaus niedrigeren Goldgehalt von Erzen ist davon auszugehen, dass diese offiziellen Angaben entweder fiktiv sind oder es sich um einen Fehler von Verantwortlichen handelt. Die Geologische Gesellschaft Ugandas rief die Behörden dazu auf, dies zu korrigieren. Analysten vermuteten, es könnten Lagerstätten mit 31 Mio. Unzen gemeint gewesen sein.
Alle Exporte zusammen hatten im Jahr 2006 einen Gesamtwert von 961,7 Millionen US-Dollar gegenüber Importen von 1,945 Milliarden US-Dollar. Ölfunde am Albertsee deuten auf wachsende Exporteinnahmen hin, setzen aber einen Ölpreis von 80 Dollar pro Barrel voraus, um rentabel erschlossen werden zu können. Nachdem die Wirren der Zeit Amins und Obotes beendet waren und Uganda sich unter Museveni stabilisierte, setzte ein beständiges Wirtschaftswachstum mit Wachstumsraten von etwa 5–6 % jährlich ein. Dennoch zählt Uganda weiterhin zu den ärmsten Ländern der Welt: noch 2003 belief sich der Anteil der Bevölkerung mit einem Einkommen von weniger als einem US-Dollar pro Tag auf 82 %. 2005 gab es im ganzen Land lediglich 100 Geldautomaten, was zur Folge hatte, dass sich Prepaid-Karten fürs Handy oder auch Gesprächsminuten zu einer Art Parallelwährung entwickeln konnten.
Uganda ist wie die meisten Staaten der Welt vom Klimawandel betroffen. Experten gehen davon aus, dass durch die neue Klimasituation bspw. in wenigen Jahren kein Kaffeeanbau in Uganda mehr möglich sein wird.
Die Landwirtschaft, in der etwa 71 % der Einwohner beschäftigt sind, erwirtschaftet 25,8 % der gesamten Wirtschaftskraft. Der niedrige Leistungsanteil der Agrarwirtschaft ist darauf zurückzuführen, dass viele Bauern noch für den Eigenbedarf produzieren. Die Industrie hat einen BIP-Anteil von 23,2 % (7 % der Beschäftigten) und der Dienstleistungssektor von 51 % (22 % der Beschäftigten). Die Inflationsrate beträgt 5,8 % (2017). Die Arbeitslosenquote lag im Jahr 2014 bei 9,4 %, allerdings sind viele Beschäftigungsverhältnisse informeller Natur und Unterbeschäftigung ist weit verbreitet. Die Gesamtzahl der Beschäftigten wird für 2017 auf 15,8 Millionen geschätzt; davon sind 47,9 % Frauen. Im Global Competitiveness Index, der die Wettbewerbsfähigkeit eines Landes misst, belegt Uganda Platz 114 von 137 Ländern (Stand 2017–2018). Der Index für wirtschaftliche Freiheit 2024 des Landes war der 141 höchste von 176 Ländern.
| Jahr                                    | 2010  | 2015  | 2016  | 2017  | 2018  | 2019  | 2020   | 2021  | 2022  | 2023  |
| --------------------------------------- | ----- | ----- | ----- | ----- | ----- | ----- | ------ | ----- | ----- | ----- |
| BIP in Mrd. USD (Kaufkraftparität)      | 58,4  | 82,9  | 83,8  | 91,1  | 101,3 | 111,3 | 113,8  | 127,5 | 145,2 | 157,4 |
| BIP pro Kopf in USD (Kaufkraftparität)  | 1.913 | 2.336 | 2.293 | 2.419 | 2.608 | 2.796 | 2.760  | 3.003 | 3.304 | 3.460 |
| BIP-Wachstum (real)                     | 7,5 % | 8,0 % | 0,2 % | 6,8 % | 5,6 % | 7,6 % | −1,1 % | 5,5 % | 6,3 % | 4,6 % |
| Inflation (in Prozent)                  | 4,0 % | 3,7 % | 5,2 % | 5,6 % | 2,5 % | 2,1 % | 2,8 %  | 2,2 % | 7,2 % | 5,4 % |
| Staatsverschuldung (in Prozent des BIP) | 18 %  | 28 %  | 31 %  | 34 %  | 35 %  | 38 %  | 46 %   | 50 %  | 50 %  | 51 %  |

### Staatshaushalt
Der Staatshaushalt umfasste 2016 Ausgaben von umgerechnet 5,410 Mrd. US-Dollar. Dem standen Einnahmen von 3,748 Mrd. US-Dollar gegenüber. Daraus ergibt sich ein Haushaltsdefizit in Höhe von 6,3 % des BIP. Die gesamte Staatsverschuldung betrug 2016 36,8 % des BIP.
2006 betrug der Anteil der Staatsausgaben (in Prozent des BIP) folgender Bereiche:
- Gesundheit:[87] 7,0 %
- Bildung:[82] 5,2 % (2004)
- Militär:[82] 2,2 %

## Verkehr
Wichtigste Verkehrsstationen sind der Bahnhof von Kampala, der Busbahnhof Kampala sowie der Flughafen Kampala.

## Kultur

### Medien
Die Medien in Uganda können kritisch über die Regierung berichten, obwohl die Regierung bei Berichten über sensible Themen wie dem Rebellenkrieg im Norden und der Verwicklung des Landes in den Bürgerkrieg im Kongo in der Vergangenheit wie auch beim Thema Kindersoldaten mitunter scharf reagierte. Seit dem Machtantritt von Präsident Museveni wurde die Medienlandschaft liberalisiert. Es sind über 100 Radiosender registriert. Die Nichtregierungsorganisation Reporter ohne Grenzen sieht in Uganda eine sehr ernste Lage für die Pressefreiheit.
Zeitungen
- New Vision (Tageszeitung)
- The Monitor (Tageszeitung)
- The Weekly Observer (Wochenzeitung)

Internet
Im Jahr 2021 nutzten 26 Prozent der Einwohner Ugandas das Internet.

### Musik
Seit Mitte der 1990er Jahre hat sich vor allem in der Hauptstadt Kampala eine rege Hip-Hop-Szene etabliert. Diese setzt sich seit Mitte der 2000er Jahre verstärkt mit Projekten für soziale Belange ein. Durch den Dokumentarfilm Bouncing Cats oder den deutsch-ugandische Spenden-Track Blue Uganda erhielten einige der Projekte auch in Deutschland Medienpräsenz. Einer der bekanntesten Musiker des Landes ist Bobi Wine, der Ragga, Dancehall und Afrobeat mischt, und mittlerweile als Politiker für Schlagzeilen sorgt.
Traditionelle Saiteninstrumente sind die Bogenharfen ennanga im Süden und adungu im Norden, die Schalenleier litungu, die Stabzither enzenze und die Röhrenspießgeige endingidi. Zu den Blasinstrumenten gehören die Kerbflöte endere, die Querflöte ludaya, diverse konische Flöten aus Tierhörnern, quer geblasene Trompeten aus Tierhörnern, selten Holztrompeten und Gefäßflöten aus Kalebassen, früher für zeremonielle Anlässe quer geblasene Elfenbeintrompeten und das amakondere-Ensemble aus Kalebassentrompeten unterschiedlicher Tonhöhen. Die typische „Uganda-Kesseltrommel“ ist eine einfellige stehende Röhrentrommel mit einem Holzkorpus, dessen untere Hälfte sich konisch verjüngt und die als Kesseltrommel klassifiziert wird. Sie ist Bestandteil der aus 15 Trommeln bestehenden Trommelreihe entenga, die früher zu den Zeremonialtrommeln des Kabaka von Buganda gehörte. Die kengere im Norden ist eine große einfellige Zylindertrommel. Die bekanntesten Idiophone sind die Xylophone amadinda, akadinda und embaire. Gelegentlich werden Schlagbalken und Lamellophone verwendet. Weitere Rhythmusinstrumente sind verschiedene Gefäßrasseln aus Kalebassen und die Floßrassel kayamba.

### Sport

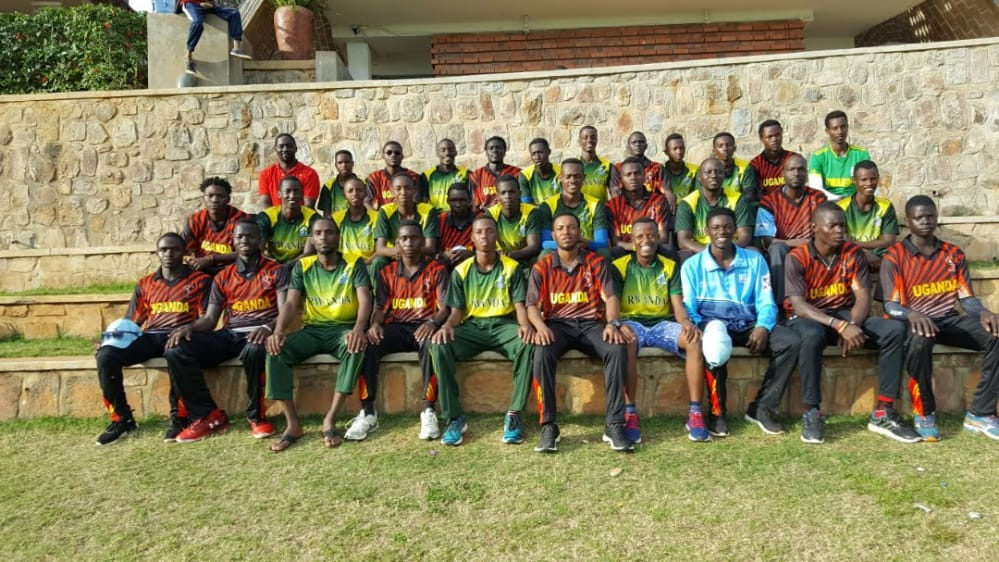
Die Cricket-Nationalmannschaften von Ruanda und Uganda, Dezember 2020

Fußball ist die beliebteste Sportart in Uganda, während Basketball, Netball, Boxen, Leichtathletik, Rugby Union und Cricket ebenfalls eine gewisse Beliebtheit aufweisen.
Im Cricket wurden ugandische Spieler in der Vergangenheit zusammen mit Spielern aus Kenia, Tansania und Sambia für die Ostafrikanische Cricket-Nationalmannschaft berufen, die am ersten Cricket World Cup 1975 in England teilnahm. Danach stellte Uganda zusammen mit Malawi, Sambia und Tansania Spieler für die Ost- und Zentralafrikanische Cricket-Nationalmannschaft zur Verfügung. Seit 1998 wird das Land von seiner eigenen Nationalmannschaft vertreten und in den letzten Jahren gelang es Uganda, sich dreimal für die U19-Cricket-Weltmeisterschaft zu qualifizieren (2004, 2006 und 2022). 2021 besiegte die Nationalmannschaft Kenia in der Qualifikation für den ICC Men’s T20 World Cup 2022, schied jedoch in der Qualifikationsvorrunde aus. In der Qualifikation besiegte Uganda erstmals das Vollmitglied Simbabwe und nach weiteren Siegen gelang die Qualifikation für den T20 World Cup 2024, womit sich die Mannschaft erstmals für ein internationales Cricketturnier qualifizieren konnte. In der Vorrunde des Hauptturnieres in den West Indies und den Vereinigten Staaten erlitt das Team deutliche Niederlagen gegen die Vollmitglieder Afghanistan, West Indies und Neuseeland, es gelang jedoch auch ein Sieg gegen Papua-Neuguinea, gleichbedeutend mit dem ersten Sieg bei einem T20 World Cup und einem internationalen Cricketturnier.
Rugby Union erfreut sich ebenfalls zunehmender Beliebtheit und die Ugandische Rugby-Union-Nationalmannschaft nimmt regelmäßig an der Afrikameisterschaft teil und gewann bisher ein Turnier (2007). Wie im Cricket bestand im Rugby Union von 1950 bis 1982 mit der Ostafrikanischen Rugby-Union-Nationalmannschaft eine multinationale Mannschaft, für die Spieler aus Kenia, Tansania und Uganda aufliefen.
Special Olympics Uganda wurde 1991 gegründet und nahm mehrmals an Special Olympics Weltspielen teil.

### Feiertage
Der Nationalfeiertag wird am 9. Oktober gefeiert. Weitere Feiertage des Landes sind:
- 1. Januar: Neujahr
- 26. Januar: Befreiungstag
- 8. März: Frauentag
- Ostern: (Karfreitag und Ostermontag)
- 1. Mai: Tag der Arbeit
- Pfingsten
- 3. Juni: Märtyrertag
- 9. Juni: Tag der Nationalhelden
- 9. Oktober: Unabhängigkeitstag
- 25./26. Dezember: Weihnachten
- Id ul-adha
- Id al-fitr

### Landeseigene Links
- Government of Uganda. Porträt des Landes auf www.gou.go.ug (englisch)
- The Legislature. Parliament of Uganda. Parlament der Republik Uganda, auf www.gou.go.ug (englisch)
- Embassy of The Republic of Uganda. Botschaft der Republik Uganda in der Bundesrepublik Deutschland, auf www.mofa.go.ug (englisch)
- Land- und Reiseinformationen des Generalkonsulates der Republik Uganda in Österreich

### Landesprofil bei Ministerien deutschsprachiger Staaten
- Auswärtiges Amt (D): Uganda. auf www.auswaertiges-amt.de.
- Bundesministerium für europäische und internationale Angelegenheiten (A): Länderspezifische Reiseinformation: Uganda (Republik Uganda). auf www.bmeia.gv.at.
- Eidgenössisches Departement für auswärtige Angelegenheiten (CH): Uganda. auf www.eda.admin.ch.

### Internationale Links
- United Nations: United Nations Statistics Division. Uganda. auf www.data.un.org (englisch).
- The World Bank: Countries. Uganda. auf www.worldbank.org (englisch).
- US-Government: CIA World Fact Book. Uganda. auf www.cia.gov (englisch).
- WHO: Uganda. auf www.afro.who.int (englisch).
- Welternährungsprogramm der Vereinten Nationen: Uganda. auf www.wfp.org (englisch).
- UNHCR: Uganda. auf www.unhcr.org (englisch).
- Minority Rights Group International: Uganda. auf www.minorityrights.org (englisch).
- UNCTAD: Catalogue of Diversification Opportunities 2022. Uganda. auf www.unctad.org (PDF, englisch).

### Weitere Links
- Linkkatalog zum Thema Uganda bei curlie.org (ehemals DMOZ)
- Uganda. Atlas of Our Changing Environment. National Environment Management Authority (NEMA), Kampala 2009; Uganda Atlas: Daten und Karten zu Uganda auf 220 Seiten, online auf www.na.unep.net (PDF; 44 MB; englisch)
- Explore Uganda. Website des Uganda Tourismusverband, auf www.exploreuganda.com (englisch)
- New Vision – Tageszeitung und andere Medienformate (englisch)
- Daily Monitor – Tageszeitung und andere Medienformate (englisch)